# Nadinafallet
Nadinafallet var ett uppmärksammat utlänningärende i Sverige 2003, där Utlänningsnämndens agerande ifrågasattes.
Nadina Imamovic kom till Sverige som sexåring från Bosnien. Nadina kunde inte få den vård hon behövde för sin grava synskada i Bosnien. Enligt Utlänningsnämnden var detta inte tillräckliga skäl för att få stanna i Sverige, då hennes synskada klassas som obotlig, och därför inte heller kan botas genom vård i Sverige. Detta har lett till allmän debatt i massmedia. Nadina avvisades från Sverige den 12 september 2003.